# Platygyra contorta
Platygyra contorta là một loài san hô trong họ Faviidae. Loài này được Veron mô tả khoa học năm 1990.